# SEAT Arona
La SEAT Arona è un'autovettura del tipo crossover SUV di segmento B prodotta dalla casa automobilistica spagnola SEAT dal 2017.

## Contesto
Annunciata al Salone dell'automobile di Parigi del 2016 e che è stata lanciata sul mercato alla fine di ottobre 2017. La vettura prende il nome dal comune di Arona, sull'isola di Tenerife, nella comunità autonoma delle Isole Canarie.
Ha un motore trasversale anteriore, trazione anteriore e carrozzeria a cinque porte.

## Storia e profilo

### Presentazione e tecnica

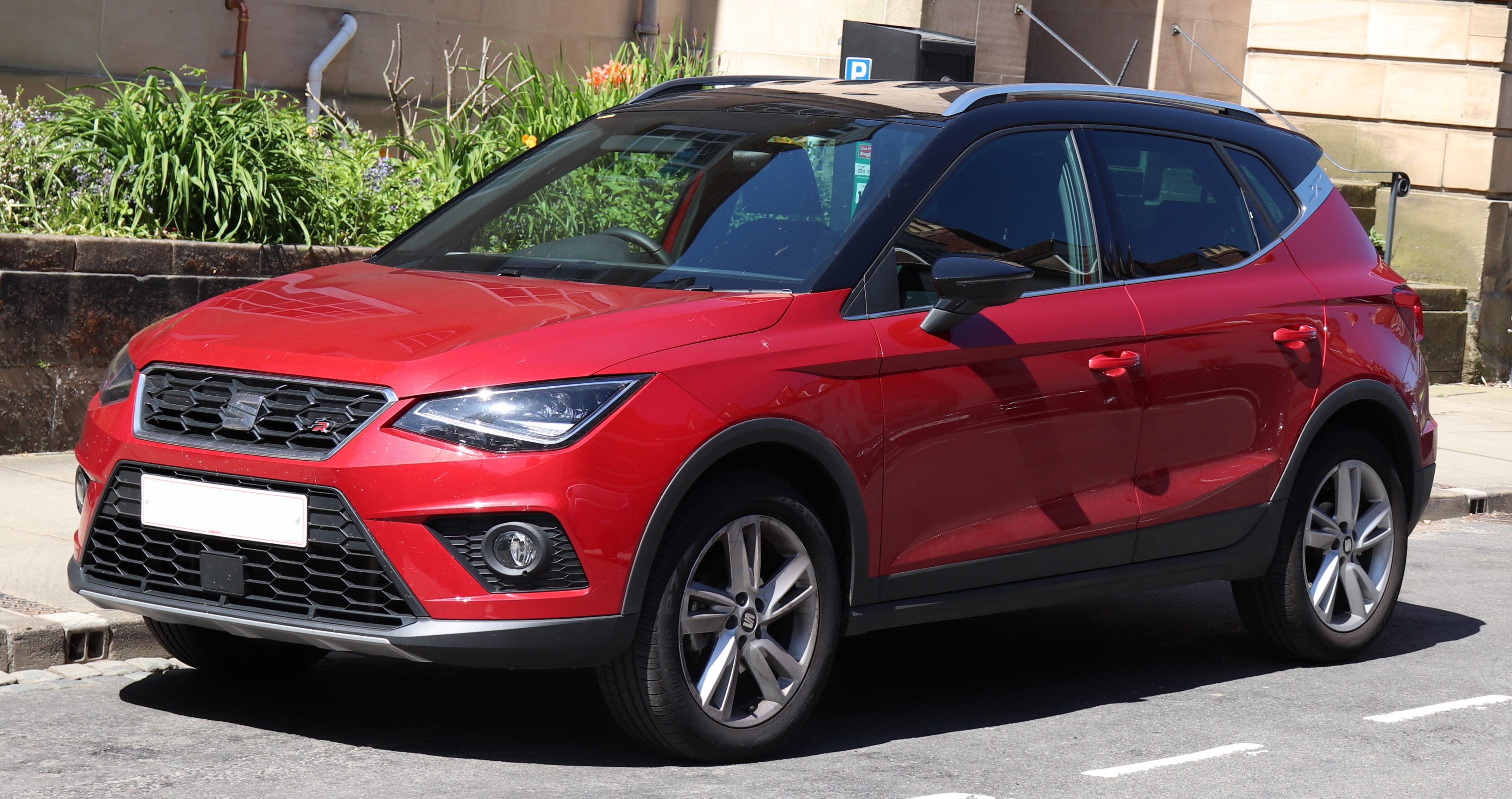
Arona FR

La SEAT Arona è stata presentata ufficialmente il 26 giugno 2017 a Barcellona mentre, a settembre 2017, al Salone di Francoforte è stato annunciato che le prime unità sarebbero state consegnate a partire dal mese di novembre dello stesso anno. Di dimensioni più contenute rispetto alla Ateca, la Arona è stata sviluppata sulla piattaforma MQB A0, che ha visto il suo debutto con la Ibiza di quinta generazione; da quest'ultima riprende il design del frontale alla berlina della stessa casa, soprattutto nel design dei fari, mentre nella parte posteriore è più simile alla già citata Ateca. Nel montante C ha un rivestimento cromato che include una X, simbolo tipico dei crossover; questa modanatura serve a separare la carrozzeria dal tetto, che può essere di tre colori: nero, grigio e arancione. Gli interni sono mutuati dalla Ibiza, pur con alcune leggere differenze su alcuni materiali e modanature.

### Allestimenti
I livelli di finitura sono anch'essi ripresi dalla contemporanea Ibiza e sono: Reference, Style, XCellence e FR. Dal restyling del 2021, l'allestimento Xperience, più in stile offroad, ha sostituito il precedente XCellence.

### Restyling 2021
Nel 2021 la vettura è stata sottoposta a un leggero restyling con griglia anteriore più grande e, a seconda degli allestimenti in cui, nuovi fari fendinebbia circolari — ora posizionati più in alto — e paraurti in acciaio. La plancia è tutta nuova, a partire dal display touch più grande, da 8,25” che arriva come optional, a 9,2". Aggiornato anche il pacchetto ADAS che include il rilevatore di stanchezza, Travel Assist, Park Assist e frenata di emergenza automatica con rilevamento di pedoni e ciclisti.

## Sicurezza
La SEAT Arona ha effettuato i crash test EuroNCAP nel 2017 e ha ottenuto un punteggio totale di 5 stelle:
| Valutazione totale |     |
| Occupanti adulti   | 95% |
| Occupanti bambini  | 80% |
| Pedoni             | 77% |
| Safety Assist      | 60% |

## Motorizzazioni
Tra i motori disponibili per la Seat Arona ci sono tre motori benzina, due diesel e uno a metano.
Nella sezione diesel, ci sono il motore 1.6 TDI disponibile nelle versioni da 95 e 115 CV, tra i motori benzina troviamo il TSI da 1.0 litri a tre cilindri nelle versioni 95 CV e 115 CV, oltre al 1.5 TSI da 150 CV che viene montato anche nella Volkswagen Golf VIII. Il motore a metano, invece, un 1.0 TGI, è solamente da 90 CV.
|            | Motori benzina | Motori benzina | Motori benzina | Motori diesel | Motore metano |
| ---------- | -------------- | -------------- | -------------- | ------------- | ------------- |
| Cilindrata | 1.0 TSI 95     | 1.0 TSI 115    | 1.5 TSI        | 1.6 TDI 95    | 1.0 TGI 90    |
| Potenza    | 95 CV          | 115 CV         | 150 CV         | 95 CV         | 90 CV         |
| Cambio     | Manuale 5V     | Manuale 6V     | Manuale 6V     | Manuale 5V    | Manuale 6V    |
| DSG 7v     | ND             | Optional       | ND             | Optional      | ND            |